# Sonate K. 152
La sonate K. 152 (F.102/L.179) en sol majeur est une œuvre pour clavier du compositeur italien Domenico Scarlatti.

## Présentation
La sonate K. 152, en sol majeur, notée Allegro, forme un couple avec la sonate suivante. Giorgio Pestelli rapproche la sonate de La Poule de Rameau (1728), peut-être en raison de certains motifs que ces pièces ont en commun, plus que pour une ressemblance globale,, alors que Sacheverell Sitwell y entend « une danse espagnole, probablement un fandango ». Les répétitions insistantes se retrouvent notamment dans la sonate K. 435.

## Manuscrits
Le manuscrit principal est le numéro 5 du volume I (Ms. 9772) de Venise (1752), copié pour Maria Barbara ; l'autre est Parme I 5 (Ms. A. G. 31406).

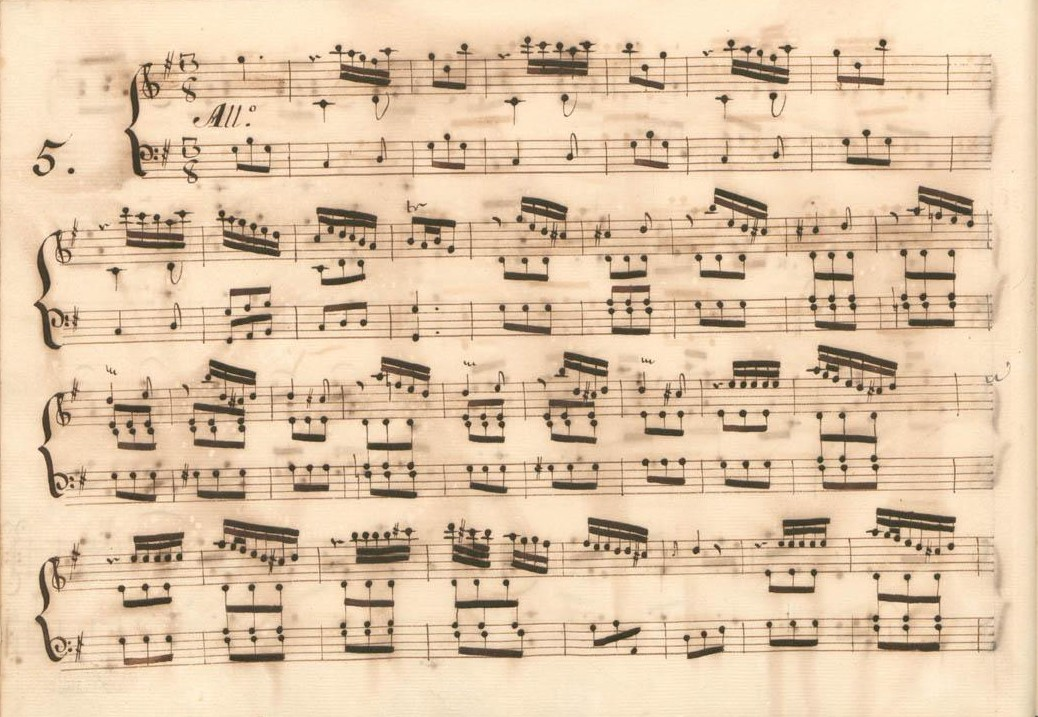
Parme I 5.
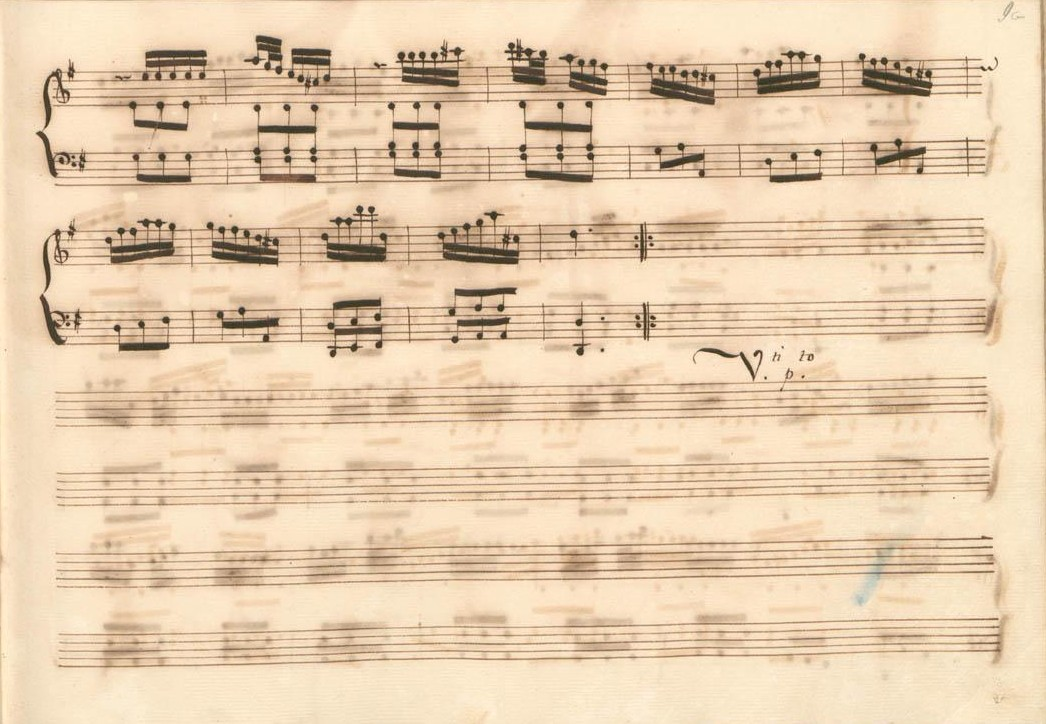
Parme I 5 (fin de la première section).
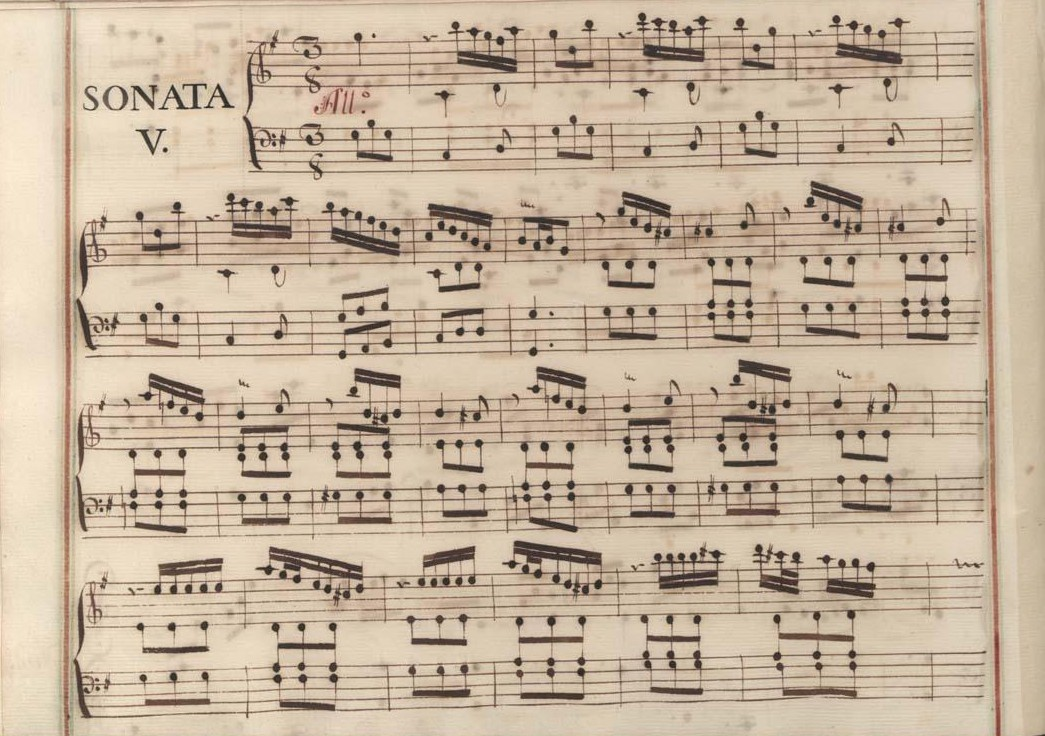
Venise I 5.
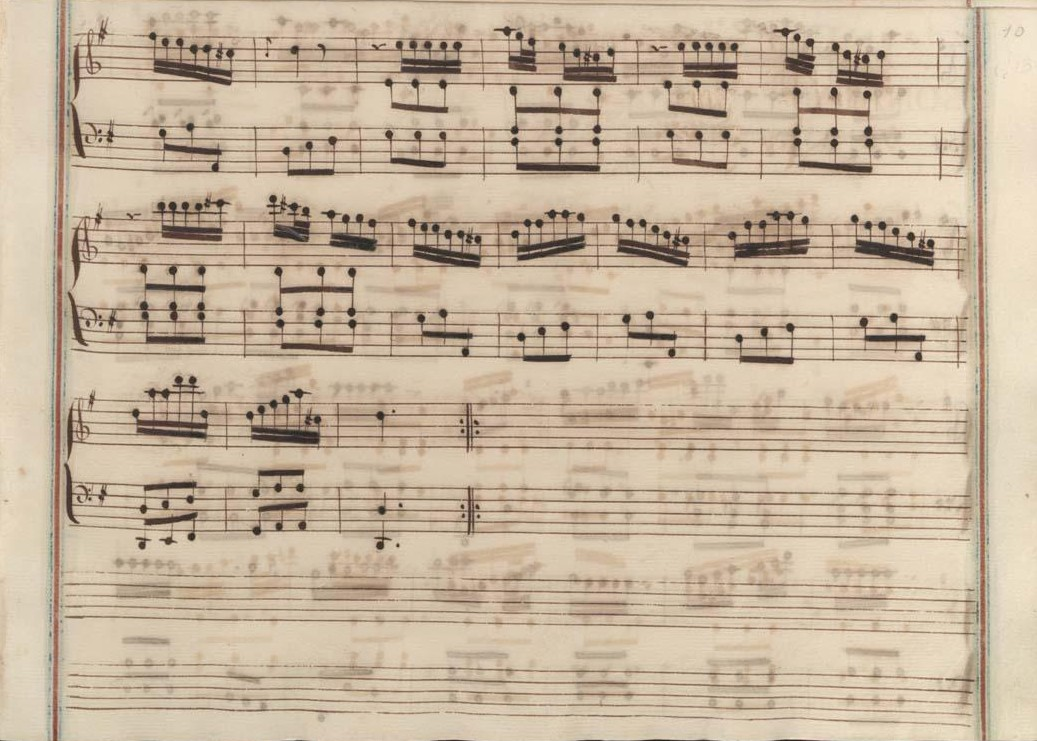
Venise I 5 (fin de la première section).
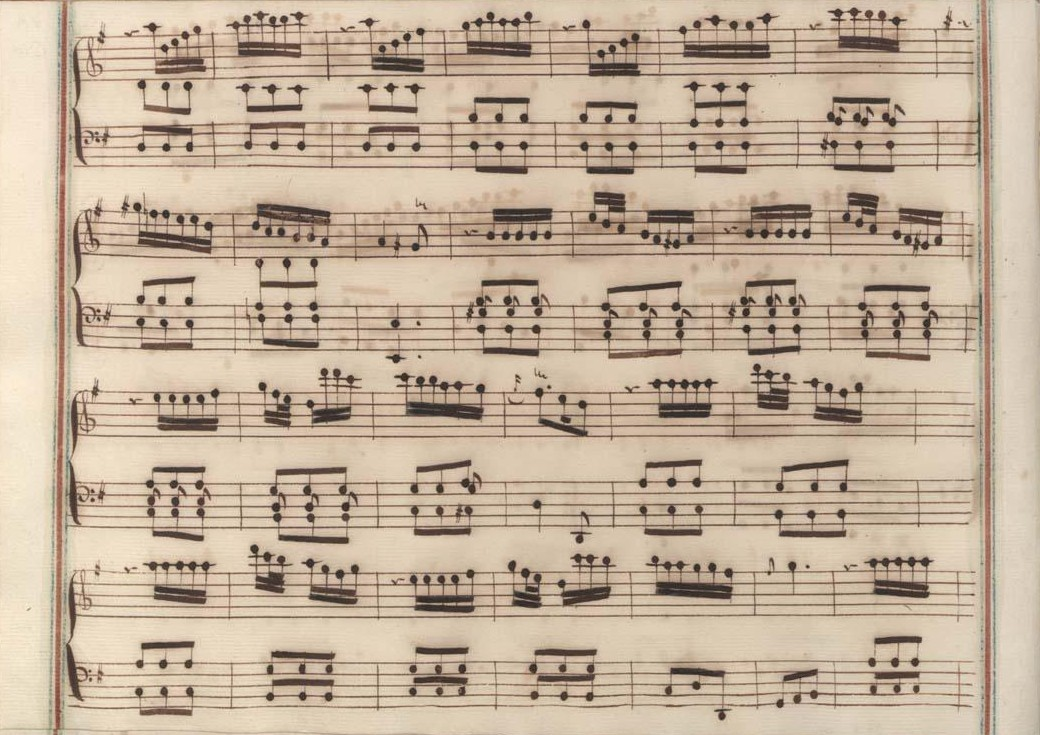
Venise I 5 (début de la seconde section).
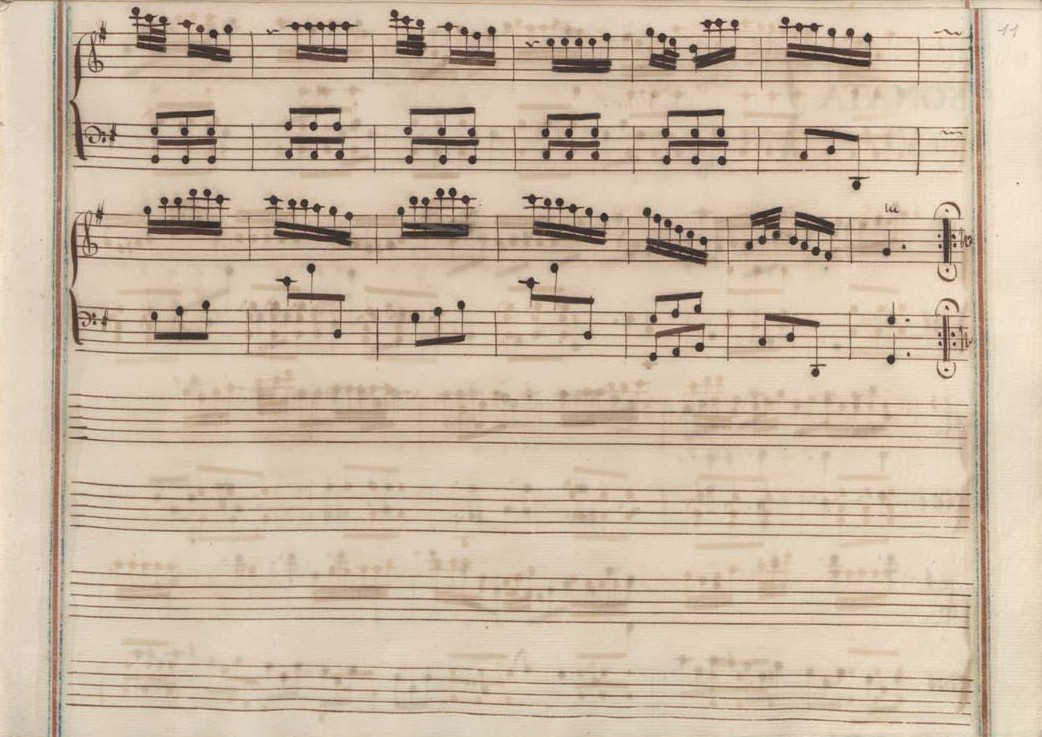
Venise I 5 (fin de la sonate).

## Interprètes
La sonate K. 152 est défendue au piano, notamment par Carlo Grante (2009, Music & Arts, vol. 1) et Sergio Gallo (fi) (2022, Naxos vol. 27) ; au clavecin, elle est jouée par Fernando Valenti (1955, LP Westminster / Pristine), Scott Ross (1985, Erato), Richard Lester (2001, Nimbus, vol. 1) et Pieter-Jan Belder (Brilliant Classics, vol. 4).
Marco Ruggeri (2006, MV Cremona), l'interprète à l'orgue.

## Sources
: document utilisé comme source pour la rédaction de cet article.
- (en) Sacheverell Sitwell, A Background for Domenico Scarlatti 1685-1757 : Written for his 250th anniversary, Londres, Faber, 1935, 168 p. (ISBN 0-8371-4335-7, OCLC 655824195, lire en ligne)
- Ralph Kirkpatrick (trad. de l'anglais par Dennis Collins), Domenico Scarlatti, Paris, Lattès, coll. « Musique et Musiciens », 1982 (1re éd. 1953 (en)), 493 p. (ISBN 978-2-7096-0118-4, OCLC 954954205, BNF 34689181).
- (it) Giorgio Pestelli, Le sonate di Domenico Scarlatti : proposta di un ordinamento chronologica, Turin, Giappichelli, coll. « Archeologia e storia dell'arte » (no 2), 1967, iv-294 (OCLC 313316263, BNF 43197837)
- Alain de Chambure, « Domenico Scarlatti, Intégrale des sonates — Scott Ross », Erato/Éditions Costallat (2564-62092-2 (livret : 2292-45309-2)), 1985 (OCLC 891183737) .
- (en) Carlo Grante, « Domenico Scarlatti, intégrale des sonates pour clavier (vol. 1) », Music & Arts (CD-1236), 2010 .